# Triplophysa kullmanni
Triplophysa kullmanni és una espècie de peix de la família dels balitòrids i de l'ordre dels cipriniformes. Es troba a l'Afganistan.